# Bryggervangen
 Der er for få eller ingen kildehenvisninger i denne artikel, hvilket er et problem. Du kan hjælpe ved at angive troværdige kilder til de påstande, som fremføres i artiklen.

Bryggervangen ligger mellem Strandvejen/ Østerbrogade, Jagtvejen, Lyngbyvej og Vognmandsmarken på Ydre Østerbro i København.
Den er en ca. 700 m lang vej fra Australiensvej, hvor den omtrent overtager Samsøgades retning, og fortsætter mod nord over Sankt Kjelds Plads til Kildevældsparken.
Oprindeligt var tanken, at gadeforløbet skulle udgå fra Vibenshus Runddel, som en 6. tilslutningsvej herfra, men det lykkedes aldrig at fjerne bebyggelsen på nordøstsiden af runddelen, så Bryggervangen forblev en sekundær vej.
Der er tale om tre forskellige gadeforløb. Bryggervangens navngivning har været omskiftelig: Stykket mellem Australiensvej og Sankt Kjelds Plads blev navngivet allerede i 1906. Først i 1959 blev det udstrakt til at omfatte den del, der ligger nord for Sankt Kjelds Plads.
Det sydlige gadeforløb hed til 1906 Niels Finsens Allé (opkaldt efter nobelpristageren Niels Finsen), mens den nordlige del til 1959 hed Frijsenborg Allé.
Navnet Frijsenborg Allé hører til forsøget på at opkalde gaderne i området efter danske herregårde;Landskronagade hed oprindeligt Adelersborggade og Vennemindevej hed Wedellsborggade. Navnene blev dog opgivet, da man lagde herregårdsnavnene i Vanløse og Brønshøj. De navne, der blev opgivet på Østerbro, blev dog ikke genbrugt i Vanløse og Brønshøj.
Bryggervangen er egentlig det område, som blev brugt af Københavns bryggere til græsning og høhøst. Navnet kendes fra 1682 (”Brygger wangen”).
I middelalderen dækkede landsbyen Serridslevs marker området. Dens jorder blev i 1530'erne skænket København og stillet til rådighed for Københavns bryggere.
Bryggerne brugte vangen til græsning og høslæt. Men efter Københavns brand 1795 manglede hovedstaden penge. Derfor blev vangen udstykket. Man havde svært ved at komme ud af den kontrakt man havde bundet sig til. Det samme gjaldt for Vognmandsmarken.
I betragtning af at Bryggervangen burde være hovedgade i det kvarter, der kaldes Bryggervangen, gør den ikke meget væsen af sig. Der er karré- og industribebyggelse, som først blev påbegyndt efter år 1900 og afsluttet i 1930'erne. På østsiden af Bryggervangen er der primært beboelse i 3-4 etager. I stuen er der dog enkelte butikker; et solcenter, en thailandsk takeaway m.m. På vestsiden er der kontorer og et meget stort supermarked, Meny, tidligere Bryggervangens Supermarked.
Gaden er uensartet. Mod nord er den en allé med kraftigt beskårne træer. Her ligger Kildevældskirken og over for den Frederik d. 8’s stiftelse for frimurere (indgang nr. 68). Bygningen er kronet med en pudsigt lille kobberpavillon med en karakteristisk vejrhane. På facaden finder man også symbolet for Frimurerne, som har præget flere bygninger i området.
I 1950'erne lå her bl.a. en kiosk og vaskeri (i nr. 1), en cigarhandler (i nr. 2), redaktionen til bladet ”Ungdom i dag” (nr. 4), ”Dansk boltevarelager” (i nr. 22, kælderen), ”Bankekompagniet” (i nr. 24, kælderen). Her boede også det pænere borgerskab, især i de nederste lejligheder, mens man i de øverste kan finde skorstensfejere og massøser mv.

## Nævneværdige bygninger i gaden
- Nr. 2: Bemærk den arkitektonisk fiffige, runde opgang i hjørnehuset.

- Nr. 18-24: Opført 1933 af arkitekt Thor Veegenfeldt.

- Nr. 38-40: Ejet af ”Aktieselskabet Byggeselskabet af 17.2.1931”.